# Эброин
Эброин (лат. Ebroin; убит в 680 или 681) — дважды майордом франков в Нейстрии: впервые с 658 года и до своего свержения в 673 году и во второй раз с 675 года до своей смерти в 680 или в 681 году. Жестокий и деспотичный Эброин стремился обеспечить полный контроль над Нейстрией и Бургундией, которыми управлял, а также и над Австразией.

## Биография

### Происхождение
Происхождение Эброина точно не установлено. Вероятно, он родился в Суассоне. Он был связан родственными узами с семьёй майордома Эрхиноальда: жена Эброина Леутруда была сестрой или племянницей Эрхиноальда. Хроника продолжателей Фредегара называет сына Эрхиноальда Леудезия крёстным отцом Эброина. В «Житии святого Элигия» есть запись, что приблизительно в середине 670-х годов у Эброина был только один ребёнок, сын Бово, вылечившийся от некоей болезни, приобретённой им в юности. Исходя из этого, Бово, предположительно, мог родиться около 660 года.

### Майордом Нейстрии (658—673)
Вследствие провалившегося переворота майордома Гримоальда Старшего в Австразии, двор Меровингов временно находился в Нейстрии. Согласно «Книге истории франков», в правление Хлотаря III майордом Нейстрии Эрхиноальд умер. Тогда совет франков и королева Батильда избрали в 658 году вместо него Эброина.
После смерти в 661 году короля Хильдеберта, по настоянию королевы Батильды и Эброина на престол Австразии планировалось возвести правителя Нейстрии и Бургундии Хлотаря III. Эта мера была поддержана королевой Химнехильдой, вдовой короля Сигиберта III, и австразийским герцогом (лат. dux) Вульфоальдом. Подготавливаемое объединение трёх франкских королевств было направлено против власти майордома Гримоальда Старшего. Уже в 662 году тот был выдан австразийцами Эброину и казнён. Вероятно, что именно Вульфоальд стоял во главе заговора против Гримоальда. Устранение Гримоальда позволило Вульфоальду отвергнуть ранее заключённые с нейстрийцами договорённости. Он и его сторонники отказались от подчинения Хлотарю III и возвели на престол Австразии его несовершеннолетнего брата Хильдерика II.
Беда Достопочтенный в «Церковной истории народа англов» сообщал об одном случае, произошедшем с Эброином в 668 году. Беда писал, что Эброин задержал по пути в Британию святого Феодора, возвращавшегося со своими спутниками из Рима. Причиной этого стали опасения майордома, считавшего, что находившийся в Сиракузах византийский император Констант II собирает альянс против Франкского государства, а задержанные являются его людьми. После выяснения обстоятельств дела, все путешественники были отпущены.

### В ссылке
Неясно, насколько велико было влияние Эброина в последующие четыре года («Книга истории франков» намекает, что в это время возвысился Хлотарь III). Однако когда Хлотарь умер весной 673 года, Эброин возвёл на престол Нейстрии и Бургундии своего ставленника, короля Теодориха III. Однако местная знать во главе с епископом Отёна Леодегарием и его братом графом Парижа Варином, недовольная единоличным правлением Эброина, начала переговоры с Вульфоальдом о вступлении на престол Нейстрии и Бургундии Хильдерика II. Получив от Хильдерика уверение, что он во всём будет действовать согласно «Эдикту Хлотаря II» от 614 года, враги Эброина признали короля Австразии своим правителем. Таким образом, впервые со времён Дагоберта I произошло объединение в одних руках всех трёх франкских королевств. Теодорих III и Эброин были пострижены в монахи и сосланы: первый — в аббатство Сен-Дени, второй — в монастырь Люксёй. Вульфоальд же получил должность майордома единого Франкского государства.
Однако уже осенью 675 года Хильдерик II и его супруга Билихильда были убиты в результате заговора нейстрийской знати во главе с Бодило. По словам автора «Книги истории франков», поводом для убийства стало «тяжкое угнетение франков» королём. Значительную роль в этих событиях также сыграло недовольство нейстрийской знати засильем австразийцев при дворе Хильдерика II. Стараниями Леодегария новым королём вновь был поставлен Теодорих III. Вульфоальд лишился должности майордома и был вынужден искать убежища в Австразии. Его преемником в Нейстрии и Бургундии при содействии Леодегария был назначен Леудезий, один из наиболее знатных сторонников заговора против короля Хильдерика и, возможно, родственник епископа Отёна. Это привело нового майордома к вражде с Эброином, также претендовавшим на эту должность.
Эброин, заручившийся поддержкой множества сторонников как из числа светских лиц, так и из числа духовенства, выступил против своих врагов. Сначала Эброин двинулся в Австразию, где провозгласил королём Хлодвига III, намереваясь противопоставить его Теодориху III. Оттуда с войском Эброин дошёл до Уазы. Вблизи Пон-Сент-Максанса он разбил охранявший переправу через реку отряд сторонников Леудезия. Переход войска Эброина через Уазу вынудило майордома бежать вместе с Теодорихом III и королевской казной в Безьё. Здесь ему пришлось бросить казну, а в Креси-ан-Понтьё расстаться с королём. В результате, королевская сокровищница и сам Теодорих достались Эброину. Подчиняясь повелению Эброина явиться к нему для примирения, Леудезий приехал к своему крестнику. Однако здесь, несмотря на полученные обещания в безопасности, он был убит по приказу Эброина. Были казнены и многие сторонники Леудезия, а оставшиеся в живых нашли убежище в Аквитании. Эброин, снова ставший майордомом, вскоре сумел расправиться со всеми своими врагами (в том числе, и с Леодегарием). Отказавшись от поддержки Хлодвига III, Эброин полностью подчинил своей власти Теодориха III и управлял от имени этого монарха Нейстрией и Бургундией до своей гибели.

### Майордом Нейстрии (675—680/681)
В 676 году Вульфоальд и его приверженцы провозгласили королём Австразии привезённого из Ирландии Дагоберта II, сына короля Сигиберта III. В 677 году Эброин предпринял попытку снова объединить Франкское государство, на этот раз военным путём, но в сражении при Лангре ни нейстрийцы, ни автразийцы не смогли одержать победу. Вслед за этим был заключён мир, подтвердивший существовавшие до 673 года границы королевств.
В 679 году король Дагоберт II был убит людьми, подосланными или знатным австразийцем Пипином Геристальским, или Эброином.
Укрепив свои позиции в Нейстрии, Эброин предпринял попытку подчинить своей власти и Австразию. Здесь его главными врагами после смерти Вульфоальда были братья Пипин и Мартин Геристальские. В 680 году они вторглись во владения короля Теодориха III, но потерпели поражение от Эброина в кровопролитном сражении при Лукофао. Бежавший от преследователей Пипин укрылся в Намюре, а Мартин с оставшимися воинами отступил в Лан. Однако вскоре Мартин был предательски убит по приказу нейстрийского майордома, хотя получил от того уверения в безопасности. В том же или уже следующем году Эброин начал готовить поход на Пипина Геристальского, но в конце апреля или начале мая был из личной мести убит нейстрийцем Эрменфредом. Новым майордомом Нейстрии и Бургундии был назначен Вараттон.